# Caesalpinia leiostachya
A Libidibia ferrea var. leiostachya é uma planta vulgarmente conhecida como pau-ferro ou jucá que integra o grupo de plantas denominado Libidibia ferrea.
 É uma árvore de grande porte, com origem no Brasil, nativa da Mata Atlântica, na encosta pluvial do Atlântico. A madeira de lei do pau-ferro é muito dura, provavelmente a mais densa e pesada das Américas; alguns chamam-na de  "ébano" brasileiro; esta densidade altíssima faz com que a espécie, especialmente em parques, seja constantemente atingida por raios. Era utilizada na confecção de tacapes.

## Etimologia
"Pau-ferro" é uma alusão à dureza de sua madeira. Diz-se que seu nome provém das faíscas e do ruído metálico produzidos por machados quando se atrevem a cortá-las. "Jucá" é oriundo do tupi yu'ká, "matar". O nome é uma alusão a seu uso, pelos indígenas brasileiros, como matéria-prima de suas clavas .

## Características
Porte: de 12 até 28 metros.
Copa (formato; diâmetro): arredondada larga; 6 metros em média, por vezes ultrapassando os 12 metros
Tronco: marmorizado, de um branco muito claro entremeado por tons de cinza claro a bege.
Folhas: pequenas e delicadas, muito semelhantes às da sibipiruna na forma, porém em um tom de verde mais escuro. Ao contrário desta outra, os pau-ferros têm folhas perenes.
Crescimento: é considerado rápido para a densidade de sua madeira (1,4 g/cm³).
Floração: flores amarelas muito pequenas e muito pouco destacadas das folhas, quase imperceptíveis a olho nu, formadas de agosto a março.
Frutificação: o fruto é uma vagem extremamente dura e resistente, madura de agosto a outubro.

## Ocorrência
Distribuição Geográfica - Ocorrências confirmadas:
Norte (Acre, Amazonas, Amapá, Pará, Rondônia, Roraima, Tocantins)
Nordeste (Alagoas, Bahia, Ceará, Maranhão, Paraíba, Pernambuco, Piauí, Rio Grande do Norte, Sergipe)
Centro-Oeste (Goiás, Mato Grosso do Sul)
Sudeste (Espírito Santo, Minas Gerais, Rio de Janeiro, São Paulo)
Sul (Paraná, Rio Grande do Sul, Santa Catarina)

## Usos
Madeira muito dura e extremamente durável e resistente; usada na construção civil e em acabamentos em pisos, bem como na fabricação de partes duras de guitarras e violões, bem como de uma série enorme de objetos de altíssimo luxo como violinos, revólveres, tacos de golfe e de hóquei, cassetetes ou bastões, canetas, bengalas de mão, tacos de bilhar, facas e canivetes, carrocerias de caminhão, painéis de barcos e partes de carros. Arborização paisagística urbana. Medicinal.

## Galeria

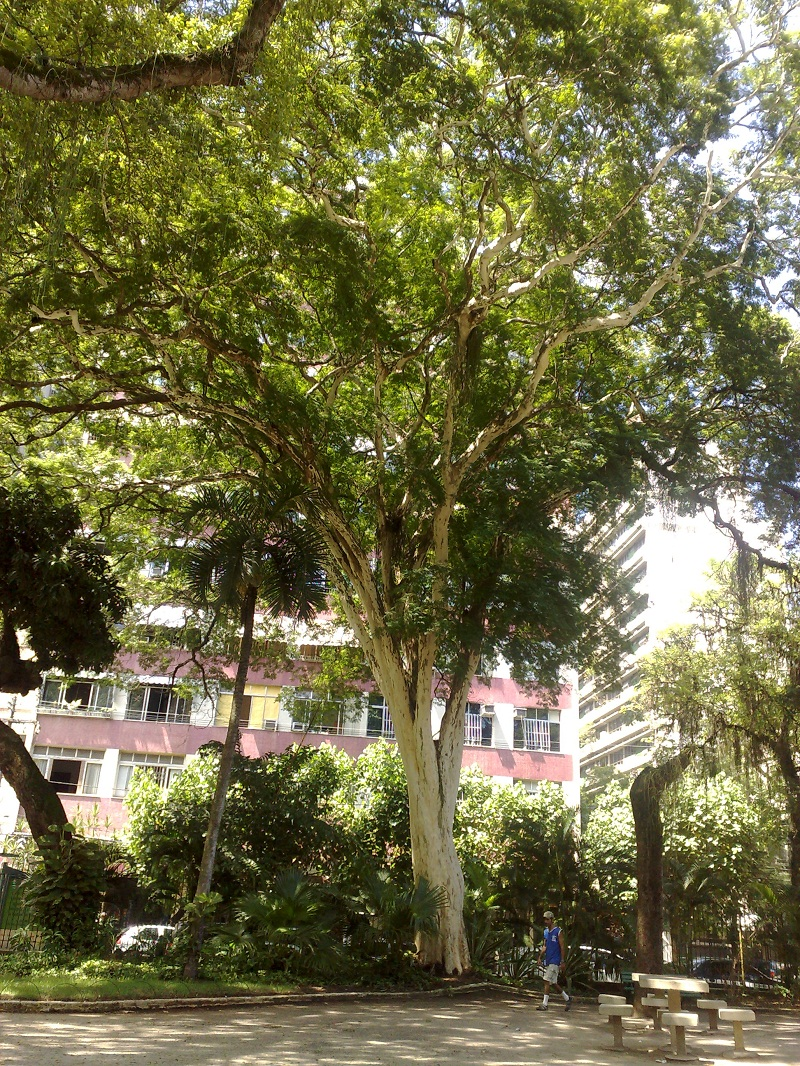
Pau-ferro centenário localizado no Campo de São Bento, em Niterói, no Rio de Janeiro, no Brasil
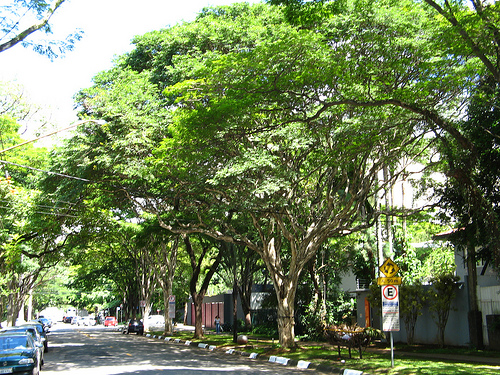
Paisagismo na Avenida Rebouças, em Pinheiros, em São Paulo, no Brasil
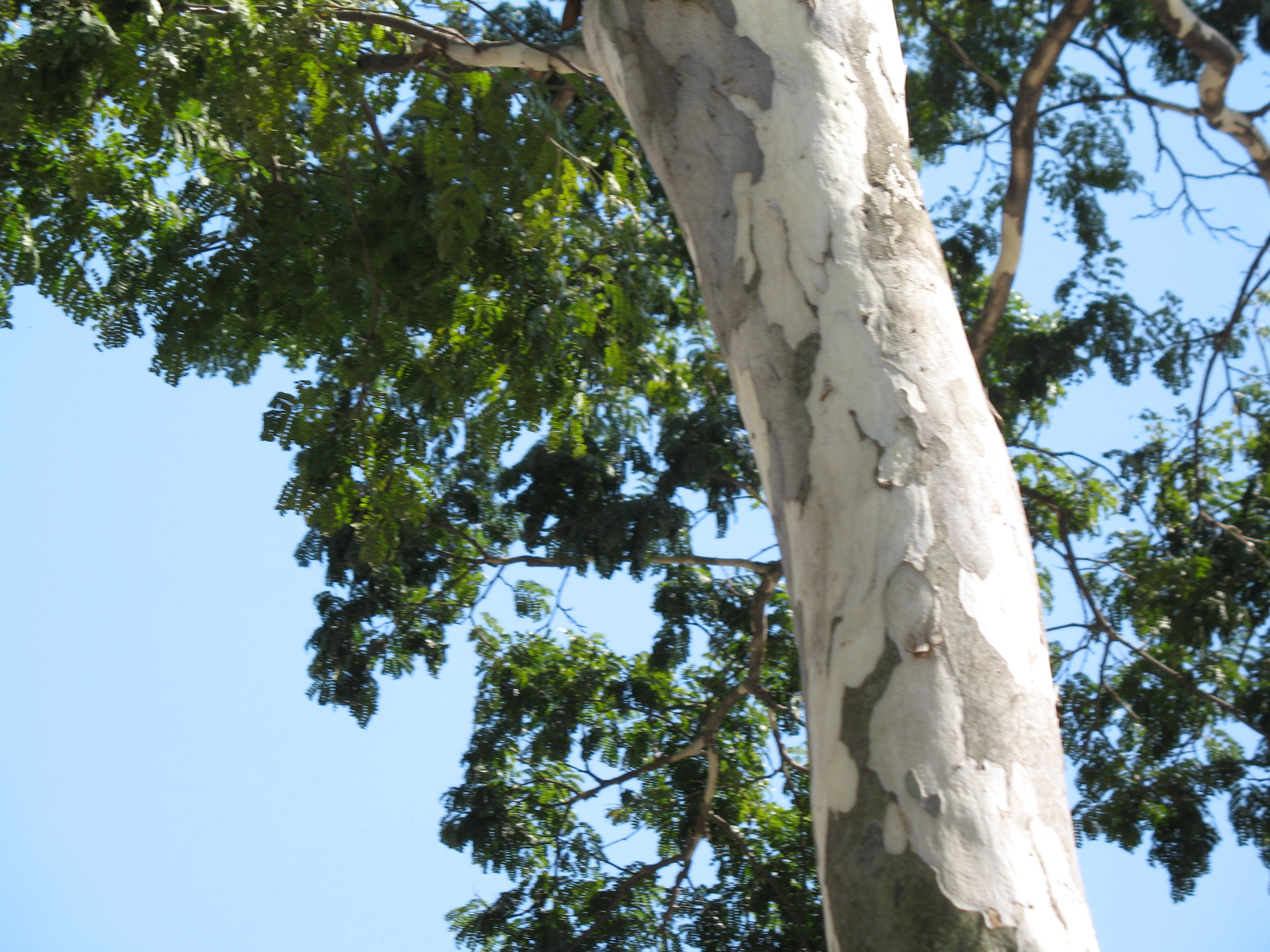
Tronco de L. ferrea var. leiostachya
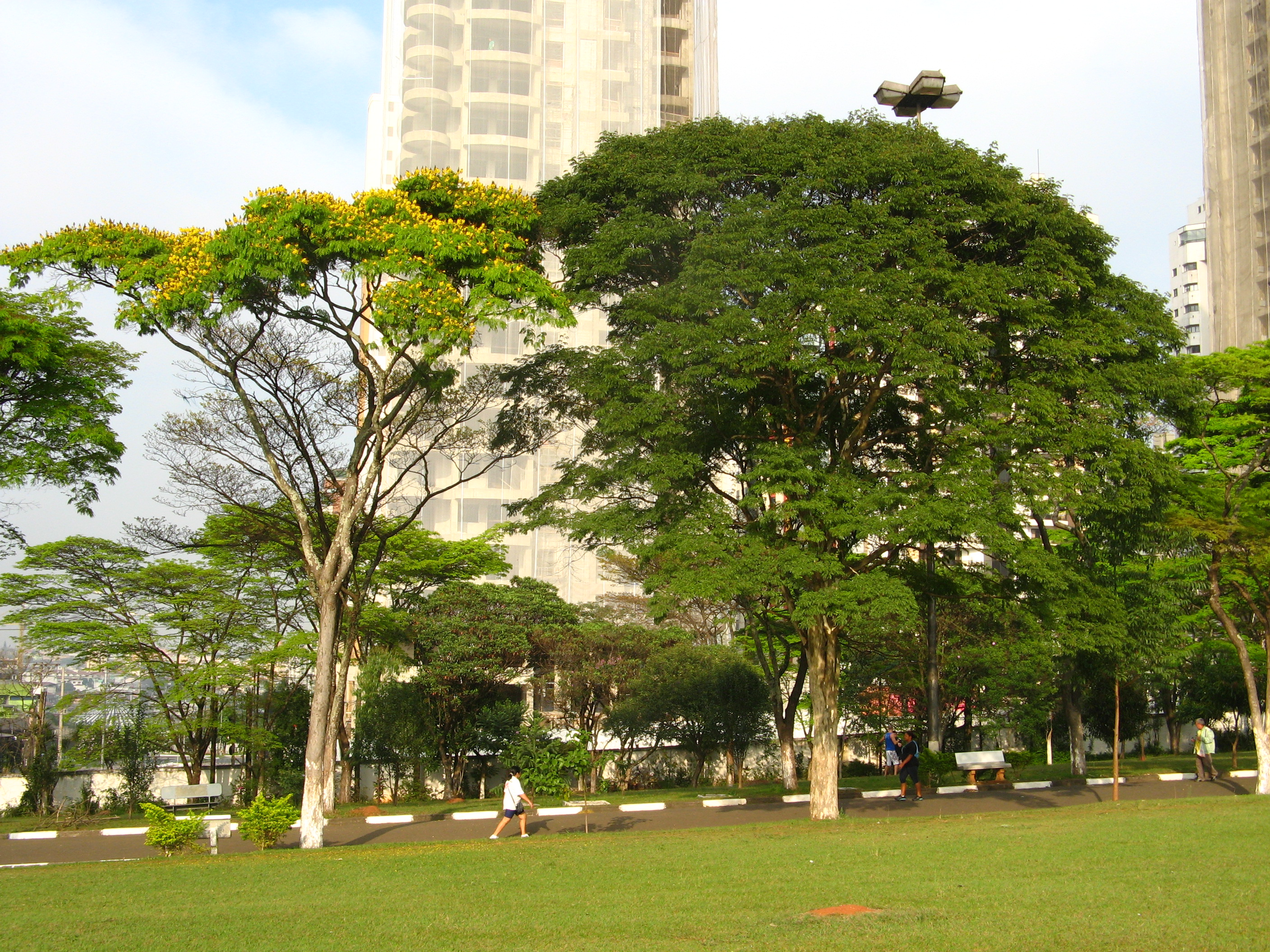
Pau-ferro imponente (à direita). À esquerda, sibipiruna, decídua. Ambas estão floridas, mas as flores do pau-ferro são pouco aparentes.
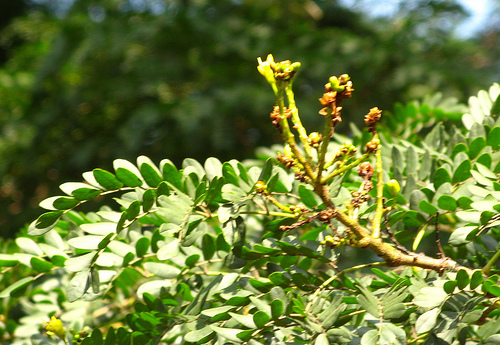
Folhagem semelhante à do pau-brasil e da sibipiruna
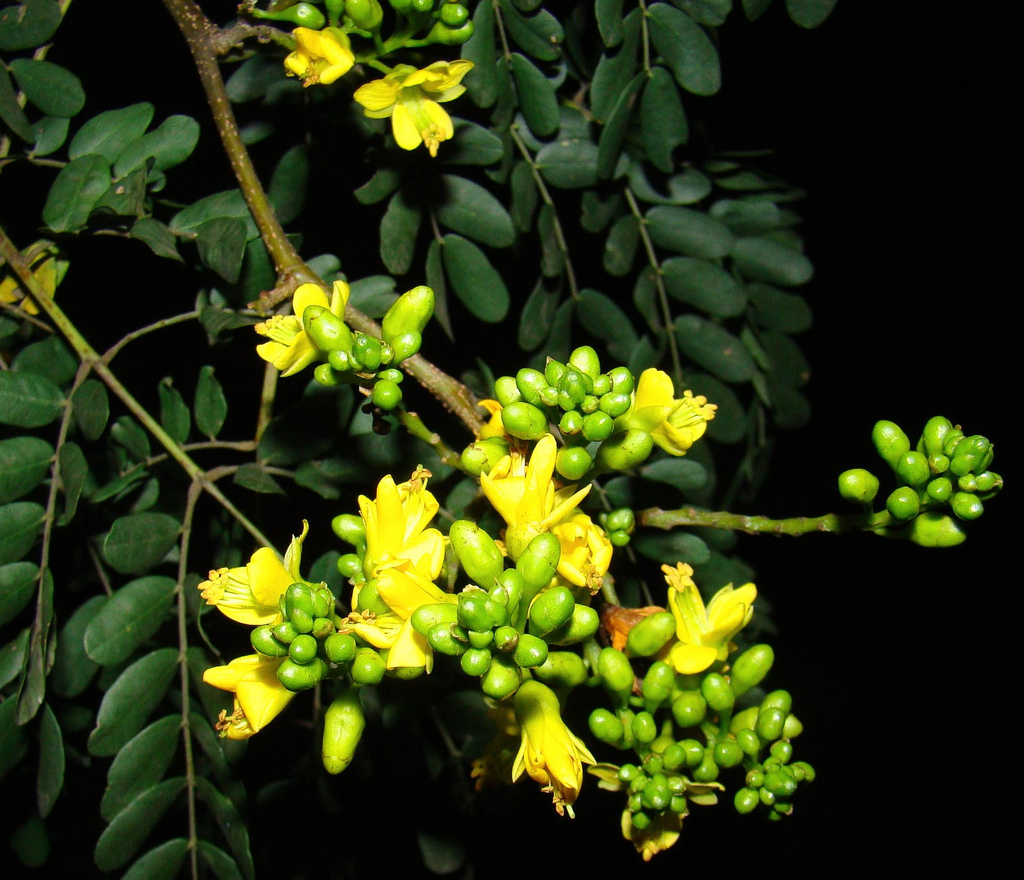
Com o uso de flash, detalhe da floração
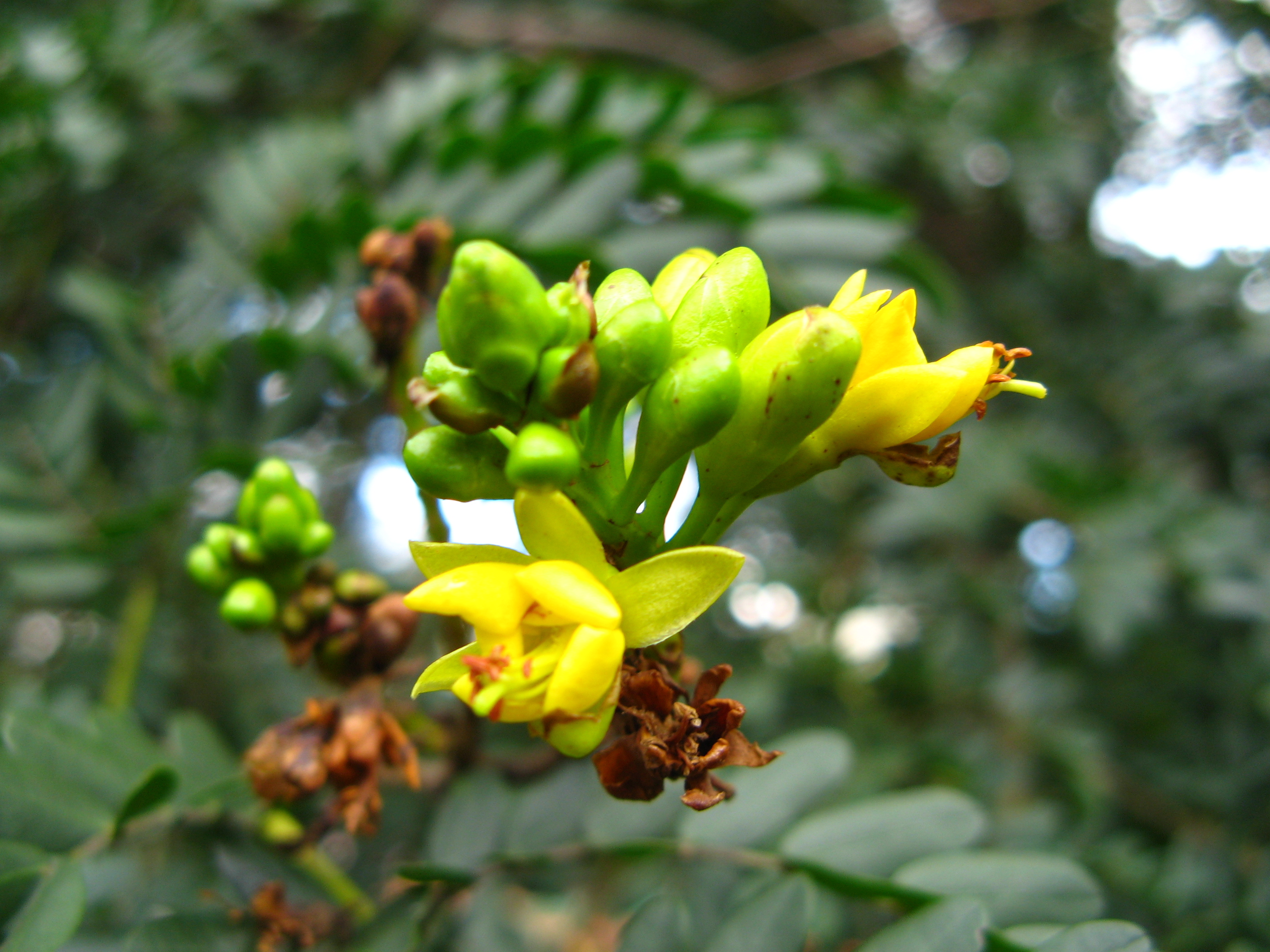
Detalhe da floração
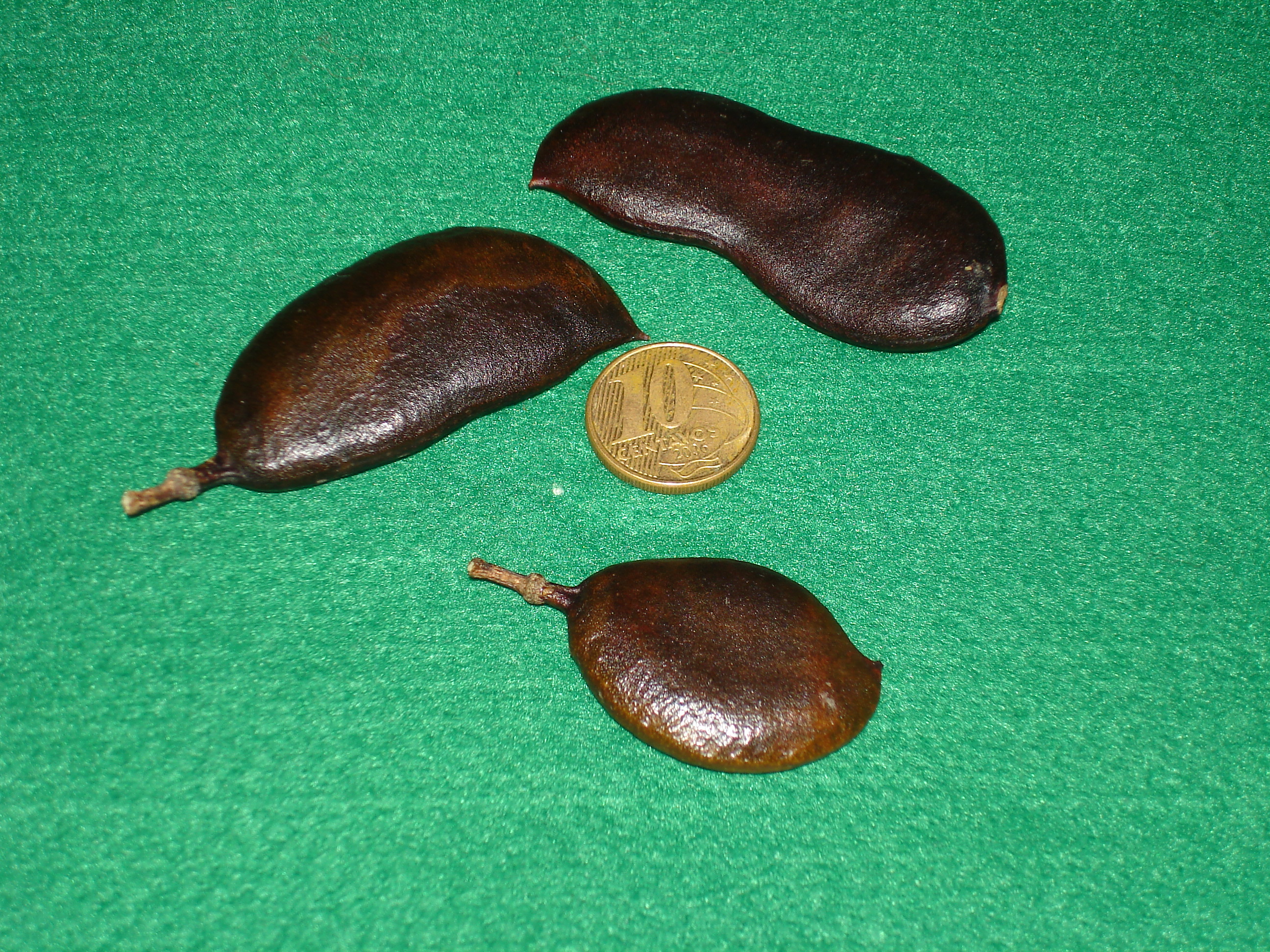
Frutos secos (vagens) do pau-ferro; cada vagem costuma conter de uma a quatro sementes.
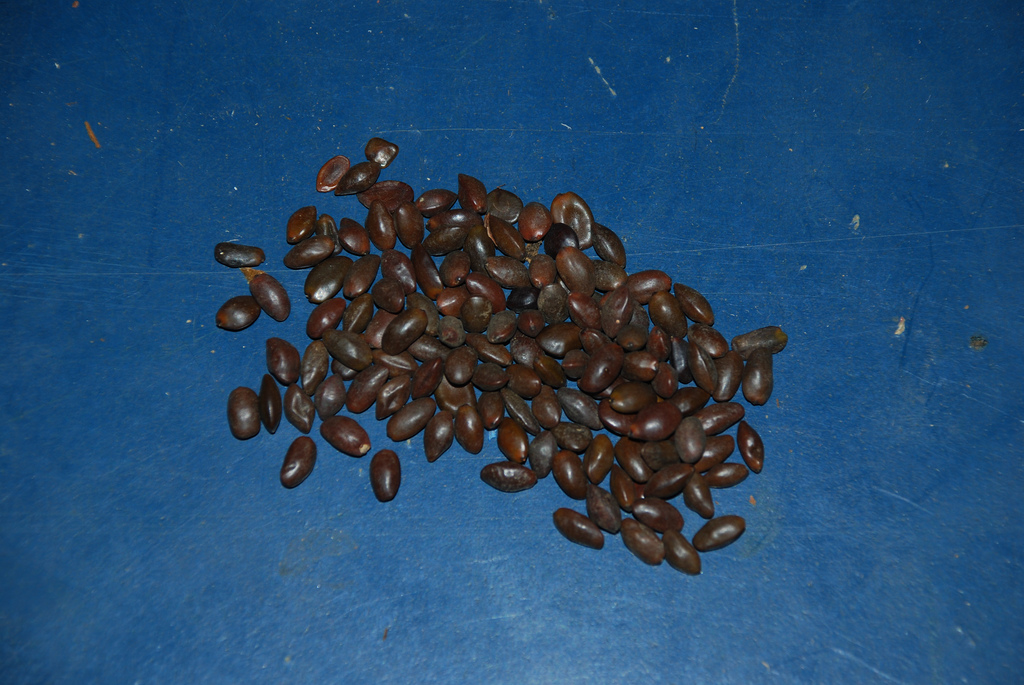
Sementes, aproximadamente do tamanho de feijões
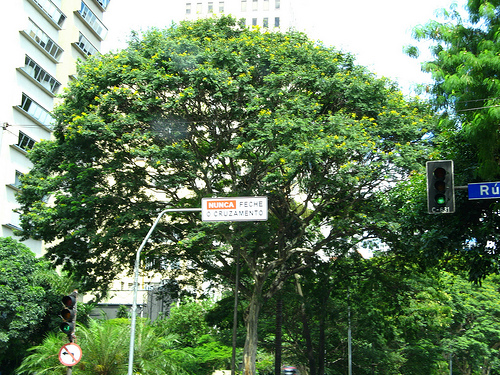
Pau-ferro florido de 20 metros nos Jardins, em São Paulo, no Brasil
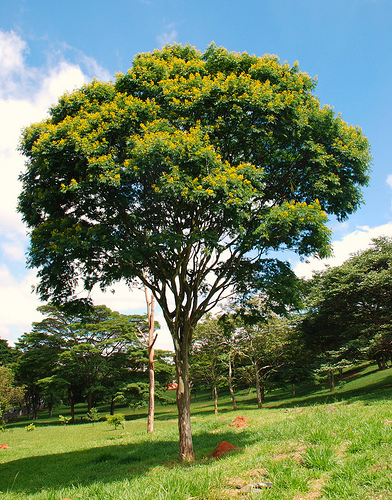
Pau-ferro jovem em parque da Zona Leste de São Paulo, apresentando rara visibilidade das flores